# Centre commercial Les Tanneurs
Le centre commercial Les Tanneurs est un centre commercial de Lille, dans le Nord, en France. Il est situé dans le centre-ville, dans le quartier de Lille-Centre.

## Histoire
La galerie est créée en 1986 par Espace Expansion et Altarea en devient le propriétaire en 1997.
En 2004, la galerie s'agrandit et passe de 7 200 à 13 100 m2 en accueillant les magasins Monoprix et Fnac.
En 2007, le chiffre d'affaires est de 79,2 millions d'euros.
En 2016, l'enseigne King Jouet s'y installe sur 1 300 m2.
Dans les années 2010, la galerie connaît des difficultés avec la fermeture de plusieurs enseignes. Le taux d'occupation ne franchit pas les 40%.
En 2018, le centre est racheté par Frédéric Merlin de la Société des Grands Magasins.
En 2021, le projet d'un food-court voit le jour avec le Kitchen Market.
En 2024, un centre de loisirs ouvre au premier étage sur 4 200 m2.

## Annexe